# Marian Eleganti
Marian Eleganti, O.S.B. (nacido Eugen Eleganti; Uznach, 7 de abril de 1955) es un clérigo católico suizo. Entre 2009 y 2021 se desempeñó como obispo auxiliar de Coira.

## Biografía
Después de la escolarización obligatoria, estudió en el gimnasio benedictino de Einsiedeln, donde alcanzó la madurez. En 1974 ingresó en la orden religiosa de los Benedictinos en la Abadía territorial de Einsiedeln, donde emitió sus votos en 1975. Luego tomó el nombre religioso de David. Sin embargo, abandonó el monasterio un año después y se dirigió a Roma, a una nueva comunidad ad experimentum, la Familia de María, fundada por el austriaco Joseph Seidnitzer.
En Roma continuó sus estudios y estudió teología en la Pontificia Universidad Lateranense. En 1978 se trasladó a Innsbruck para convertirse en community manager. En 1990 abandonó la Familia de María tras entrar en conflicto Seidnitzer por sus prácticas sectarias.
En 1990 regresó a la Abadía de Saint Otmarsberg donde tomó el nombre religioso de Marian. En 1994, tras varias interrupciones, finalmente completó sus estudios teológicos en la Universidad de Salzburgo. El 2 de octubre de 1994 hizo sus votos perpetuos. El 16 de noviembre de 1994 fue ordenado diácono por Otmar Mäder. Fue ordenado sacerdote el 23 de junio de 1995 por Ivo Fürer, obispo de San Galo.
En 2003 realizó una tesis en la Universidad de Salzburgo sobre el concepto de verdad de Romano Guardini. Recibió su doctorado summa cum laude.
El 3 de marzo de 2012 pasó a ser miembro de la Academia Europea de Ciencias y Artes en la categoría VII: religiones del mundo.

### Episcopado
El 7 de diciembre de 2009, Benedicto XVI lo nombró obispo titular de Lamdia y obispo auxiliar de Coira. La consagración episcopal tuvo lugar el 31 de enero de 2010 en la Catedral de Santa María de la Asunción, en Coira, siendo consagrante Vitus Huonder. Fueron co-consagrantes el arzobispo Francesco Canalini, por entonces nuncio apostólico en Suiza y Liechtenstein, y el obispo emérito de Coira, Amédée Grab O.S.B..
Se retiró el 15 de febrero de 2021.

## Opiniones
En 2009, se pronunció a favor de la iniciativa popular “Contra la construcción de minaretes”.
Eleganti se ha mostrado muy crítico con el Sínodo sobre la Sinodalidad convocado por el Papa Francisco. En una oportunidad, declaró: «La Iglesia no ha estado en el camino equivocado durante 2000 años para ser iluminada y desengañada en el siglo XXI, a través de un proceso sinodal. Para eso, no necesitamos ni Vaticano III ni un acto de reemplazo simplificado llamado Sínodo sobre la Sinodalidad».
Sobre la Misa Tridentina ha dicho: «(La Misa tridentina) no es un taller y que expresa mucho más la centralidad de Dios o de Jesucristo. Hay oraciones muy profundas en la liturgia tridentina, cuyo contenido disfruto mucho orando. Me encantan las oraciones que acompañan al sacerdote. No entiendo por qué se abandonaron en la reforma litúrgica, porque le ayudan a adaptarse a este misterio y a implicarse y realizarlo».